# Nicolas Lech
Nicolas Lech (* 23. April 2001 in Luxemburg) ist ein luxemburgischer Schauspieler.

## Leben
Lech wuchs in Luxemburg auf. Er studierte Schauspiel am Conservatoire de Luxembourg und an der Hochschule der Künste Bern und gab sein Debüt am Kasemattentheater Luxemburg.
Nach einer kleinen Nebenrolle im Kino Spielfilm Der Passfälscher stand Lech in weiteren Kurz und Kinofilmen vor der Kamera, unter anderem Lost Transport von Saskia Diesing (2023) und Ausser Otem von Eric Lamhène (2023).
Lech spielt seit seiner frühen Jugend Fußball, darunter in Luxemburgischen Jugendnationalmannschaften und beim Erstdivisions Verein Red Star Merl-Belair.

## Filmografie
Filme
- 2021: Typewriter
- 2022: Der Passfälscher
- 2022: Der verlorene Zug
- 2022: L‘arrivée de la Jeunesse[10]
- 2023: Dany[11]
- 2023: Ausser Otem[12]
- 2023: Entre Les Mots
- 2024: Marianengraben[13]
- 2024: Zodi[14]
- 2025: Marginal

Serien
- 2023: Baraki